# Arbus (Italia)
Arbus (nombre oficial en idioma sardo) es un municipio de Italia de 6.779 habitantes en la provincia de Cerdeña del Sur, región de Cerdeña.

## Origen del nombre
En torno al origen del nombre se han investigado tres posibles vertientes: la primera de ellas gira alrededor del término albus ("blanco"), refiriéndose a la abundancia de granito en la región. Otra segunda hipótesis sugiere que deriva del término arburis, debido a la gran cantidad de árboles del territorio. Otra posible opción es la de arabus, en referencia a las hordas sarracenas que invadieron la costa.

## Lugares de interés
- Museo del Coltello Sardo.
- Iglesia de la Beata Vergine d'Itria.
- Iglesia de San Sebastiano Martire, construida en el siglo XVI.
- Iglesia de San'Antonio di Santadi.
- Iglesia de Santa Barbara di Ingurtosu.

## Galería fotográfica

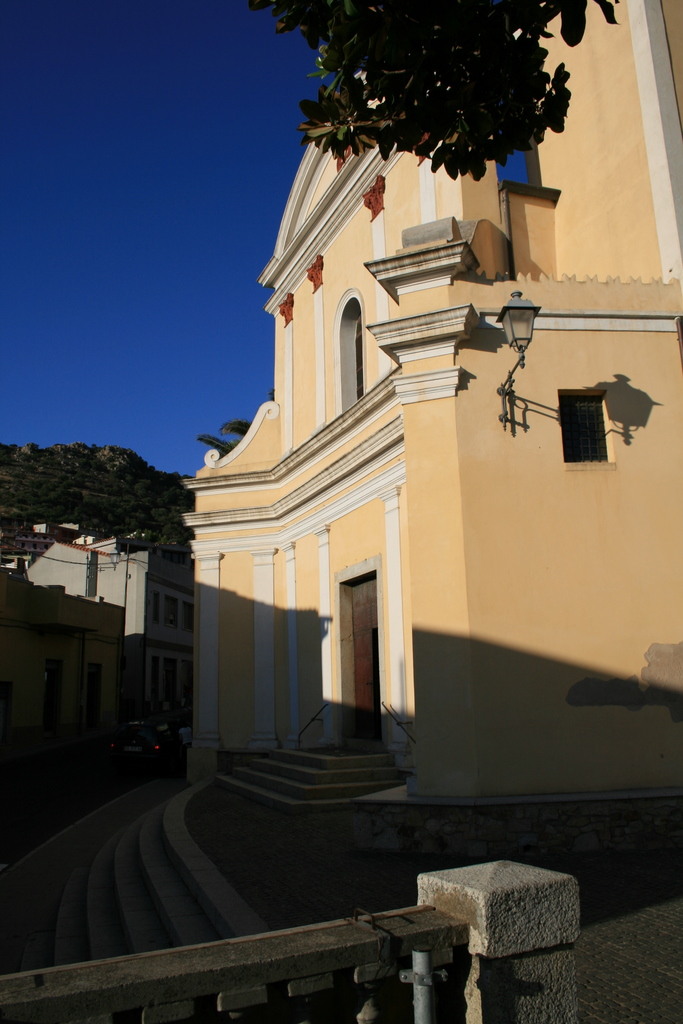
Iglesia de San Sebastiano.
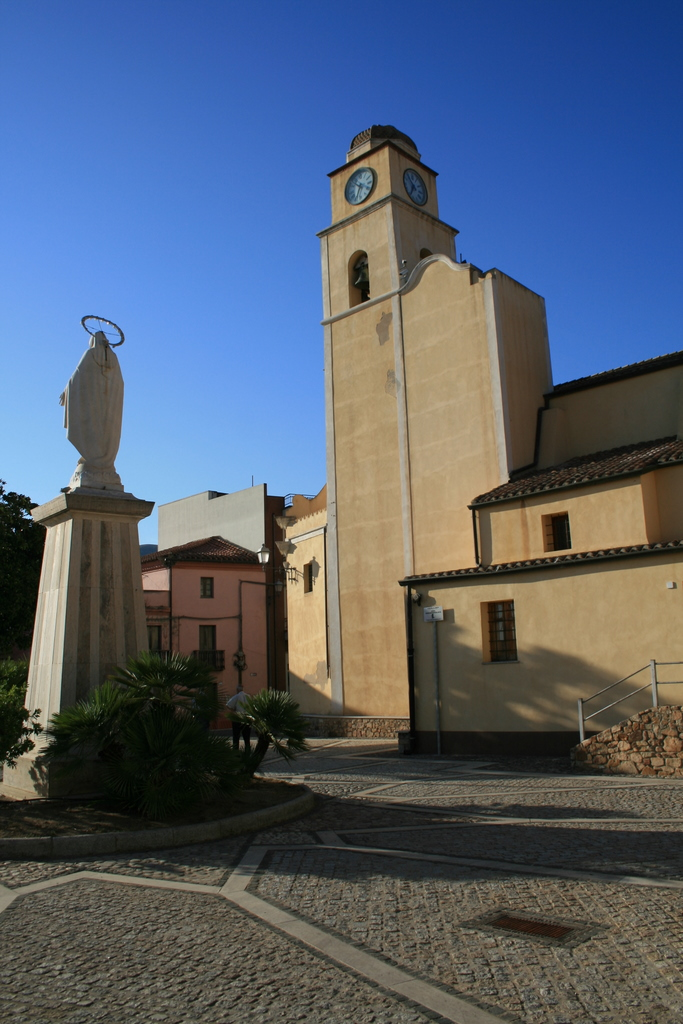
Plaza de Arbus. La iglesia de San Sebastiano se divisa al fondo.
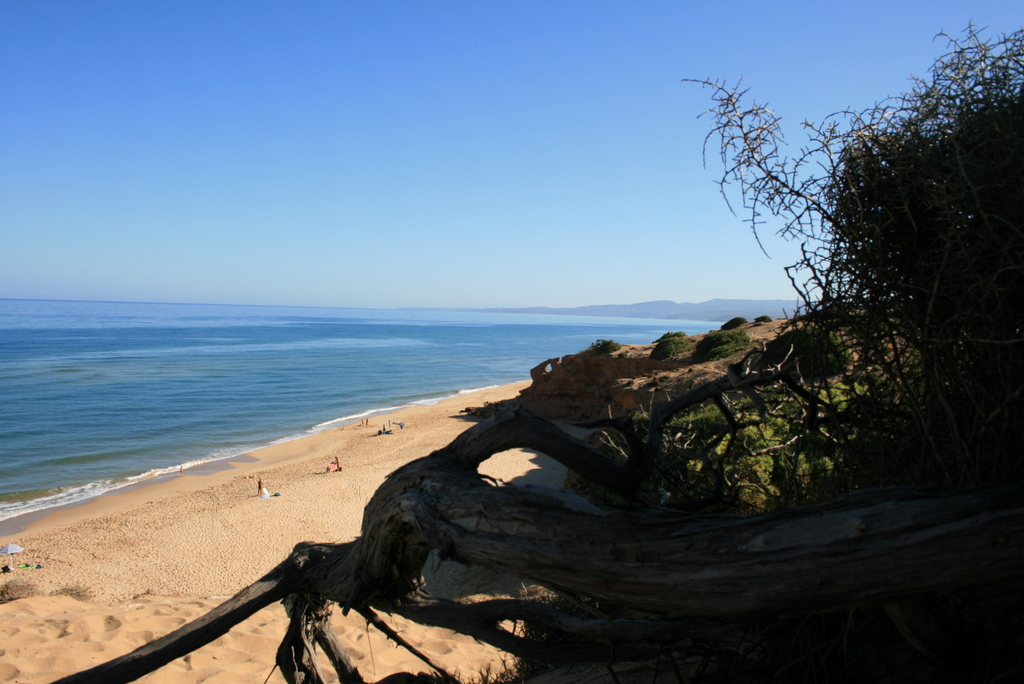
Playa de Scivu.
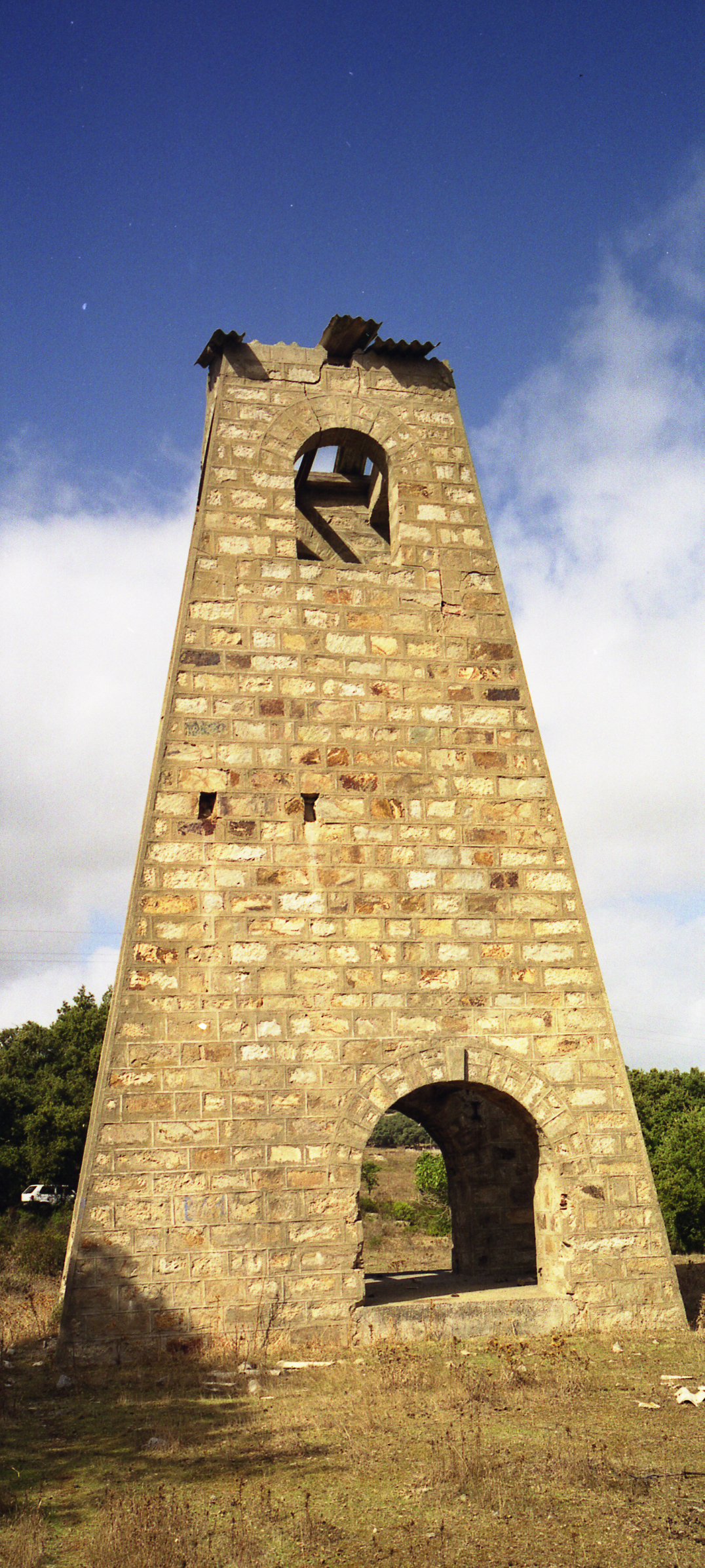
Torre minera.

## Evolución demográfica
| Gráfica de evolución demográfica de Arbus entre 1861 y 2001 |
|                                                             |
| Fuente ISTAT - Elaboración gráfica de Wikipedia             |